# 田村隆平
田村隆平（1980年4月19日—），日本男性漫畫家。出生於岐阜縣，在滋賀縣大津市成長。

## 經歷
- 2000年，以短篇「赤的兄弟」參加第5屆Story king入圍名稱部門的最終候選名單。
- 2003年，以短篇參加第79屆（2月期）天下一漫畫奬入圍獲得審査員特別獎（審査員：武井宏之）。同年，以短篇「URA BEAT」參加第3屆（6月期）Jump十二傑新人漫畫賞入圍獲得佳作兼十二傑奬（審査員：富樫義博），並刊登在《週刊少年Jump》2003年45號成為出道作[3]。
- 2004年，在季刊《赤丸Jump》[注 1]夏季號刊載短篇「來自聖地」。
- 2005年，在《週刊少年Jump》23號刊載短篇「大宮噴射機」。
- 2008年，在《週刊少年Jump》37、38合併號刊載短篇「惡魔奶爸」，並入圍第4屆Jump金未來杯冠軍；翌年同名作品連載化，在《週刊少年Jump》2009年13號至2014年13號連載，也是他的第一部連載作品。
- 2014年，在《少年Jump NEXT!!》 2號至2015年1號連載「惡魔奶爸 番外編」。
- 2015年，在《週刊少年Jump》6、7合併號發表短篇「虎兄與龍」。
- 2017年，在《週刊少年Jump》13號連載「飢餓的瑪莉」。
- 2019年，在《週刊少年Jump》6、7合併號發表全彩短篇「亂破連彈」
- 2020年，在《週刊少年Jump》30號連載《灼熱的儀來河內》。

## 作品一覽
全由集英社發行。東立出版社代理中文版用粗體字表示。 
- URA BEAT（短篇與出道作，共45頁，《週刊少年Jump》2003年45號）
- 《來自聖地》（ニライカナイより）（短篇，共49頁，《赤丸Jump》2004年夏季號）
- 《大宮噴射機》（大宮ジェット）（短篇，共49頁，《週刊少年Jump》2005年23號）
- 《惡魔奶爸》（べるぜバブ）（短篇，第4屆Jump金未來杯參賽作品第一名及同盃優勝作品，包含中間彩頁共49頁。《週刊少年Jump》2008年37、38合併號）
  - 《惡魔奶爸》（全28冊，《週刊少年Jump》2009年13號－2014年13號）
  - 《惡魔奶爸 番外篇》（短篇，《少年Jump NEXT!》2014 vol.2－2015 vol.1）
- 《虎兄與龍》（タイガー兄とドラゴン）（短篇，共49頁，《週刊少年Jump》2015年6、7合併號）[4]
- 《飢餓的瑪莉》（腹ペコのマリー）（全4冊，《週刊少年Jump》2017年13號－2017年46號）
- 《亂破連彈》（乱破連弾）（短篇，共49頁，《週刊少年Jump》2019年6、7合併號）[5]
- 《灼熱的儀來河內》（灼熱のニライカナイ）（全5冊，《週刊少年Jump》2020年30號 - 2021年29號）
- 《セベクちゃんは噛みつきたい》（『勉タメジャンプ』2023 SPRING - ）
- 《銀河金融保險公司COSMOS》(COSMOS)，《月刊Sunday GX》2023年5月號 - )

## 師承
- 岩代俊明（曾在岩代的連載漫畫《PSYREN末日遊戲》舉辦單行本第7冊發行的紀念合作活動時，寄插圖給岩代）[6]

## 其他
- 大塚隆史（動畫導演、演出家，學生時代的好友）[7]

## 資料來源
1. 1 2  集英社《週刊少年Jump》2003年45號，新人介紹，第286頁。
2. ↑  《週刊少年Jump》2008年37、38號，作者介紹。
3. ↑  《週刊少年Jump》2003年37、38號，第86頁。
4. ↑  . Comci Natalie. 2015-01-05  [2019-02-28]. （原始内容存档于2021-07-11） （日语）.
5. ↑  . DA VINCI News（日语：ダ・ヴィンチ）. 2019-01-10  [2019-02-28]. （原始内容存档于2019-02-28） （日语）.
6. ↑  《週刊少年Jump》2009年13號，作者的話。
7. ↑  《週刊少年Jump》2012年13號，作者的話。